# Feather (singolo)
Feather è un singolo della cantante statunitense Sabrina Carpenter, pubblicato il 4 agosto 2023 come quinto estratto dal quinto album in studio Emails I Can't Send.

## Video musicale
Il video musicale, diretto da Mia Barnes, è stato pubblicato attraverso il canale YouTube della cantante il 31 ottobre 2023.

## Tracce
Testi e musiche di Sabrina Carpenter, Amy Allen e John Ryan.
Download digitale, streaming – 1ª versione
1. Feather – 3:05

7", download digitale, streaming – 2ª versione
1. Feather – 3:05
2. Feather (Sped Up Version) – 2:33

## Classifiche

### Classifiche settimanali
| Classifica (2023-24) | Posizione massima |
| -------------------- | ----------------- |
| Australia            | 22                |
| Canada               | 25                |
| Estonia              | 163               |
| Filippine            | 48                |
| Irlanda              | 25                |
| Nuova Zelanda        | 40                |
| Portogallo           | 75                |
| Regno Unito          | 19                |
| Singapore            | 14                |
| Stati Uniti          | 21                |

### Classifiche di fine anno
| Classifica (2024) | Posizione |
| ----------------- | --------- |
| Australia         | 46        |
| Canada            | 42        |
| Filippine         | 62        |
| Regno Unito       | 69        |
| Stati Uniti       | 25        |

## Date di pubblicazione
| Paese | Data            | Formato                      | Versione        | Etichetta | Note   |
| ----- | --------------- | ---------------------------- | --------------- | --------- | ------ |
| Mondo | 4 agosto 2023   | Download digitale, streaming | Sped Up Version | Island    | [ 24 ] |
| Mondo | 31 ottobre 2023 | 7"                           | 2ª versione     | Island    | [ 25 ] |
| Mondo | 20 aprile 2024  | 7"                           | 2ª versione     | Island    | [ 26 ] |